# محمد أبو رمان
محمد سليمان أبو رمان سياسي ووزير أردني سابق شغل منصب وزير الثقافة ووزير الشباب في حكومة عمر الرزاز من (11 أكتوبر 2018- 7 نوفمبر 2019) خلفا لـ بسمة النسور. يعمل حاليًا كمستشار اكاديمي لمعهد السياسة والمجتمع  وأستاذ مشارك في قسم العلوم السياسية في كلية الأمير الحسين بن عبد الله الثاني للدراسات الدولية في الجامعة الاردنية.

## حياته
حصل على بكالوريوس في العلوم السياسية من جامعة اليرموك في العام 1995. ودرجة الماجستير في العلوم السياسية من جامعة آل البيت ودرجة الدكتوراه في العلوم السياسية تخصص نظرية سياسية-فكر سياسي، من جامعة القاهرة في العام 2009. 
عمل كباحث في مركز الدراسات الاستراتيجية بالجامعة الأردنية، وخبير في حركات الإسلام السياسي وقضايا الإصلاح في الأردن. كما عمل كصحفي في جريدة الغد.
صدرت له مجموعة من الكتب والدراسات، باللغتين العربية والإنجليزية، حول الحركات الإسلامية في الأردن، من أبرزها كتاب "الإصلاح السياسي في الفكر الإسلامي"، وكتاب "بين الحاكمية وسلطة الأمة: الفكر السياسي للشيخ محمد رشيد رضا